# William Roxburgh
William Roxburgh, född den 29 juni 1751 i Underwood, död den 10 april 1815 i Edinburgh, var en skotsk botaniker och kirurg. Han kallas för den indiska botanikens fader.
Roxburgh studerade medicin och botanik vid Edinburghs universitet och blev kirurgens hjälpreda på ett av Brittiska Ostindiska Kompaniets skepp vid 17 års ålder och gjorde två resor österut i den rollen före 21 års ålder. Han blev assisterande kirurg vid Madras Medical Service 1776 och kirurg 1780. I Madras vände han sin uppmärksamhet mot botaniken, vilket uppmärksammades av Brittiska Ostindiska Kompaniet, som utsåg honom till föreståndare för Samakots trädgård i Norra Cicars 1781. Där utförde han kommersiella botaniska experiment och anställde lokala konstnärer för att illustrera växter. 1790 hade han 700 illustrationer. 
Auktorsnamnet Roxb. kan användas för William Roxburgh i samband med ett vetenskapligt namn inom botaniken; se Wikipediaartiklar som länkar till auktorsnamnet.